# Luigi Alberto Villanis
Luigi Alberto Villanis (San Mauro Torinese, 20 giugno 1863 – Pesaro, 27 settembre 1906) è stato un musicologo italiano.

## Biografia
Si laureò in Legge presso l'Università di Torino, ma ben presto la sua passione per la musica, generata e sostenuta dall'ambiente familiare, prese il sopravvento sul Diritto ed egli si dedicò
quasi totalmente alla musicologia, come storico, critico, e, in misura minore, anche come compositore.

A queste attività Villanis affiancò quella di docente di musicologia, dapprima al Liceo Musicale di Torino, quindi nell'Università della stessa città, infine, nel 1905, presso il Liceo
musicale di Pesaro.
Fu uomo assai colto e di vasti interessi e fu tra i primi ad introdurre in Italia gli studi di Psicologia della musica, nonché di Estetica musicale, privilegiando spesso le opere per
clavicembalo. Scrisse alcuni libretti per opere liriche e oratori, e compose anche qualche brano musicale.

Morì a Pesaro nel settembre del 1906, all'età di 43 anni.

## Opere
Opere principali:
Storia della musica.
- 1891 - L'arte del clavicembalo
- 1903 - L'arte del pianoforte in Italia, da Clementi a Sgambati

Psicologia ed estetica della musica.
- 1891 - Il contenuto della musica
- 1895 - L'Estetica e la psiche moderna nella musica contemporanea
- 1897 - Come si sente e come si dovrebbe sentire la musica

Altre pubblicazioni:
- 1895 - L'estetica e la psiche moderna nella musica contemporanea
- 1896 - L'immagine poetica
- 1904 - Beethoven e le sonate per pianoforte
- 1905 - Un compositore ignoto alla corte dei duchi di Savoia (Saggio di psicologia dell'accompagnamento)
- 1906 - Piccola guida alla bibliografia musicale
- -     Brevi note sulla paleografia musicale
- -     Piccola guida per il frequentatori dei concerti di musica per orchestra

Altre opere:
- 1894 - Il canto della pace
- 1895 - Savitri, (libretto d'opera)
- -   Ludgarda, (libretto d'opera); dramma lirico in tre atti, manoscritto. (Archivio storico Ricordi, Milano).
- -   Il Paradiso perduto, (oratorio)

 Opere musicali:
Alcune composizioni musicali, fra cui un Quartetto per strumenti a corda.